# La primavera de Christine
La primavera de Christine (originalment en alemany: Maikäfer flieg) és una pel·lícula dramàtica austríaca del 2016 dirigida per Miriam Unger basada en la novel·la biogràfica de Christine Nöstlinger. S'ha doblat al valencià per a À Punt, que va emetre-la per primer cop el 21 d'agost de 2022.

## Repartiment
- Zita Gaier - Christine
- Ursula Strauss - Mare
- Gerald Votava - Pare
- Konstantin Khabenski - Cohn
- Paula Brunner - Germana
- Krista Stadler - Àvia
- Heinz Marecek - Avi
- Bettina Mittendorfer - Senyora von Braun
- Denís Burgazlíev - Major
- Ivan Shvedoff - Sergent
- Lissy Pernthaler - Soldada Ludmilla
- Hilde Dalik - Archangel
- Alexander Jagsch - Forstrat

## Producció
La gravació va tenir lloc de juny a agost de 2015 a Viena, la Baixa Àustria i el Tirol del Sud.
Konstantin Khabenski va haver d'aprendre les seves intervencions fonèticament pel seu paper de parla alemanya, ja que no coneixia l'idioma.